# Оттон III (маркграф Бранденбурга)
Оттон III Благочестивый (нем. Othon III  der Fromme; ок. 1215 — 9 октября 1267, Бранденбург-на-Гавеле) — маркграф Бранденбурга с 1220 года из рода Асканиев. До 1266 года правил вместе с братом Иоганном I. До 1225 года регентшей в период малолетства сыновей была их мать Матильда Веттин.
Прозвище Благочестивый Оттон III получил за основание в 1258 году цистерцианского монастыря.

## Биография
Братья Оттон III и Иоганн I продолжили немецкую колонизацию славянских земель, основав на этих территориях множество бургов.
В конце своего правления разделили маркграфство Бранденбург на две части. Потомки Оттона III правили на своей половине до 1317 года, когда Бранденбург вновь объединился под властью Вальдемара, внука Иоганна I.

## Семья
Оттон III был вторым сыном Альбрехта II Бранденбургского и Матильды Веттин. В 1243 году он женился на Божене, дочери чешского короля Вацлава, получив в приданое лужицкий город Бауцен.
Дети:
- Иоганн III Пражский (1244—1268)
- Оттон V Длинный (ок. 1246—1298), жена (с 22 октября 1268) — Юдит фон Геннеберг.
- Альбрехт III Бранденбургский (v. 1250—1300), жена — Мехтильда Датская,
- Оттон VI Короткий (ок. 1255—1303). Муж (с 1279) Гедвиги Габсбург.
- Кунегунда (ум. ок. 1292), с 1264 жена Белы, герцога Славонии, с 1278 жена герцога Вальрама V Лимбургского.
- Матильда († 1316), с 1266 жена герцога Померании Барнима I Доброго.